# Montas Hradec Králové
Montas Hradec Králové byla montážní firma, jež vznikla v roce 1953 a sídlila v areálu bývalé firmy Alfred Ippen, mostárna a strojírna.

## Historie

### Vyčlenění ze Závodů Vítězného února
Závod vznikl v červenci 1953 vyčleněním montážního oddělení královéhradeckých Závodů Vítězného února a ustavením samostatného národního podniku s tehdejším názvem Chemontáž, jehož ředitelem byl jmenován František Kraus.
Toto opatření vážně zasáhlo do zvyklostí původního podniku. Po určitou dobu se hledaly cesty k odpovídajícímu udržení styku výroby s montáží, aby se uchovala odpovědnost obou těchto fází za kvalitu výroby. V mnohém to znesnadňovalo a komplikovalo práci, i když zřízení samostatných montážních podniků mělo přinést jisté výhody. Situační zpráva pro tehdejšího ministra Karla Poláčka z roku 1954 komentuje tuto změnu jako nepříznivou pro perspektivní rozmísťování výrobních dělníků a dělníků montážních, jakož i na zajišťování kvality dodávaných aparátů na místo montáže, na kompletnost dodávaného zařízení, na vícepráce na montáži investora. Narušena byla i jednoznačnost odpovědnosti za funkci dodávaného zařízení.

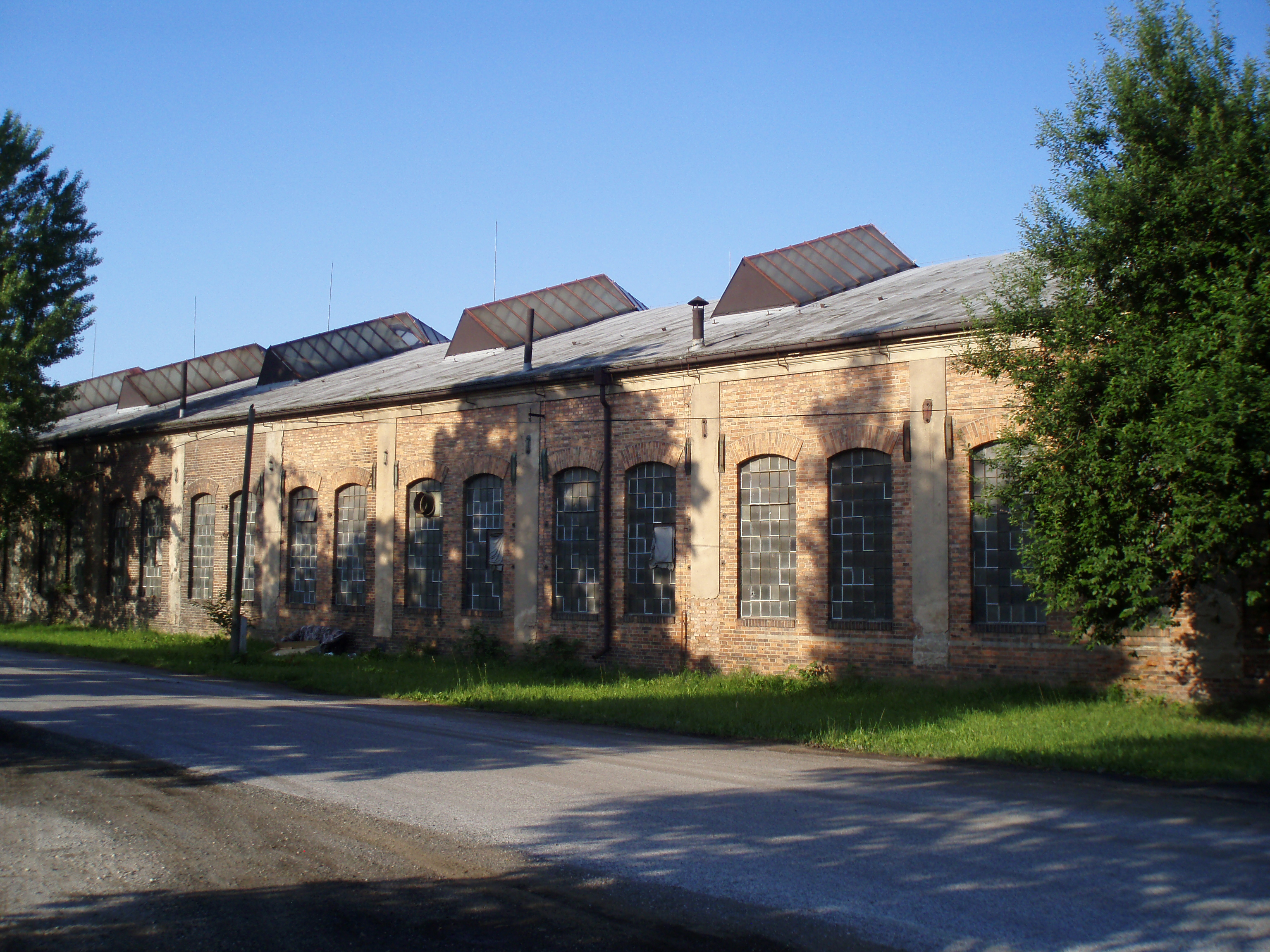
Dnešní vzhled haly bývalého Montasu

Podnik orientovaný na externě montážní činnost měl v počátcích 420 zaměstnanců, jediný jeřáb a jinak poměrně jednoduchou mechanizaci. V roce 1956 měl závod již k dispozici 11 deriků (stožárových jeřábů) a zvyšoval se počet náročných zakázek a úměrně k tomu i počet zaměstnanců. Podnik získal několik pobočných útvarů vyčleněných z Východoslovenských strojíren, n. p. Košice, ČKD Choceň, n. p. a ze Stavobetu, n. p. Pardubice-Rybitví. Tehdy bylo velkým úkolem uvést do provozu velkou středotlakou aparaturu na výrobu kyslíku v Brně-Černovicích. Celkem to pod vedením sovětských inženýrů trvalo 14 měsíců. Nebyla to však jediná práce. Lidé z Chemontáže pracovali také na stavbě teplárny v Tiszapalkonya v Maďarsku, pomáhali zařizovat velkou elektrárnu v polském Jaworzně, v čínské Šanghaji a Chapei. Následujícího roku se podařilo kolektivu národního podniku Chemontáž v Hradci Králové získat putovní Rudý prapor ministerstva a ústředního výboru odborového svazu. Vliv na to měl i růst zlepšovatelského úsilí, neboť v 1. čtvrtletí tohoto roku bylo podáno 45 zlepšovacích námětů, zatímco ve stejné době předcházejícího roku jen 10 zlepšovacích návrhů. Odměněn byl též závodní časopis „Montážní zpravodaj“. Zmínka o podniku se objevila i v celostátním tisku:
„V investiční výstavbě představuje značnou část strojírenské vybavení závodů a jeho montáž. Mezi montéry a techniky, kteří přemýšlejí, jak urychlit montážní práce, patří také pracovníci n. p. Chemontáž z Hradce Král. Za pomoci nových zvedacích zařízení změnili celý postup při montáži těžkých kusů. Zatím co dříve montovali různá zařízení v nebezpečných výškách z dílů, dnes už běžně používají blokové montáže. Dehydrační kolonu pro pražskou generátorovou stanici, vysokou 25 m a vážící 40 tun, smontovali, v čele s vedoucím montérem soudruhem Musilem, včetně armatur a vnitřních pater na zemi, a potom ji za pomoci dvojstožáru s přemostěním zvedli na základovou plochu. Postavení celé kolony na místo trvalo necelou hodinu.“

### Reorganizace
V rámci reorganizace, která proběhla v roce 1958, se Chemontáž stala montážním závodem výrobně-hospodářské jednotky Závodů Vítězného února (ZVÚ), n. p., Hradec Králové. Stalo se tak na základě rozhodnutí ministra těžkého strojírenství č. 6/37 z 19. března 1958 s platností od 1. dubna 1958, č. 27/63 z 26. září 1963 a příkazu ředitele VHJ č. 45/63 z 26. září 1963 s platností od 1. října 1963. Plný název podniku tehdy zněl Závody Vítězného února, n. p. Hradec Králové, závod 02 – Montáže.
Součástí závodu zůstaly detašované provozy v Pardubicích, Chotěboři, Komárově a Chocni. Základním výrobním programem byla externí montáž strojů a zařízení vyráběných v základním závodě a v ostatních výrobních závodech VHJ. Montážní provoz 2 – Pardubice se zabýval montážemi mlýnských zařízení, sil, pekárenských zařízení apod. Úkolem montážního závodu 3 – Chotěboř byla montážní činnost v oboru mlékárenských zařízení, některých pivovarských zařízení (myčky a plničky lahví apod.), řezacích strojů a kalolisů. Montážní provoz 4 – Komárov zajišťující hlavně instalaci gumárenských strojů a zařízení byl sloučen s montážním provozem 1 – Hradec Králové, v té době budovatele Závodu Slovenského národního povstání ve Svätém Kříži nad Hronom. Montážní provoz 5 – Choceň prováděl montáže chladírenských zařízení, zařízení jatek a kafilerií. Veškerou činnost na jednotlivých stavbách řídily tzv. montážní správy. Vedoucí montážní správy byl na stavbě jediným představitelem závodu a odpovídal za včasné, kvalitní a hospodárné provedení montáže včetně komplexního vyzkoušení. Byl přímo podřízen řediteli závodu v operativních věcech řízení montáže a v běžném pracovním procesu dostával závazné pokyny a dispečerské příkazy od vedoucího montážně-dispečerského útvaru. Nová organizace měla přispět vydatnou měrou k úspoře správního aparátu a úspory měly vzniknout centralizací dosud roztříštěných a samostatných funkcí.

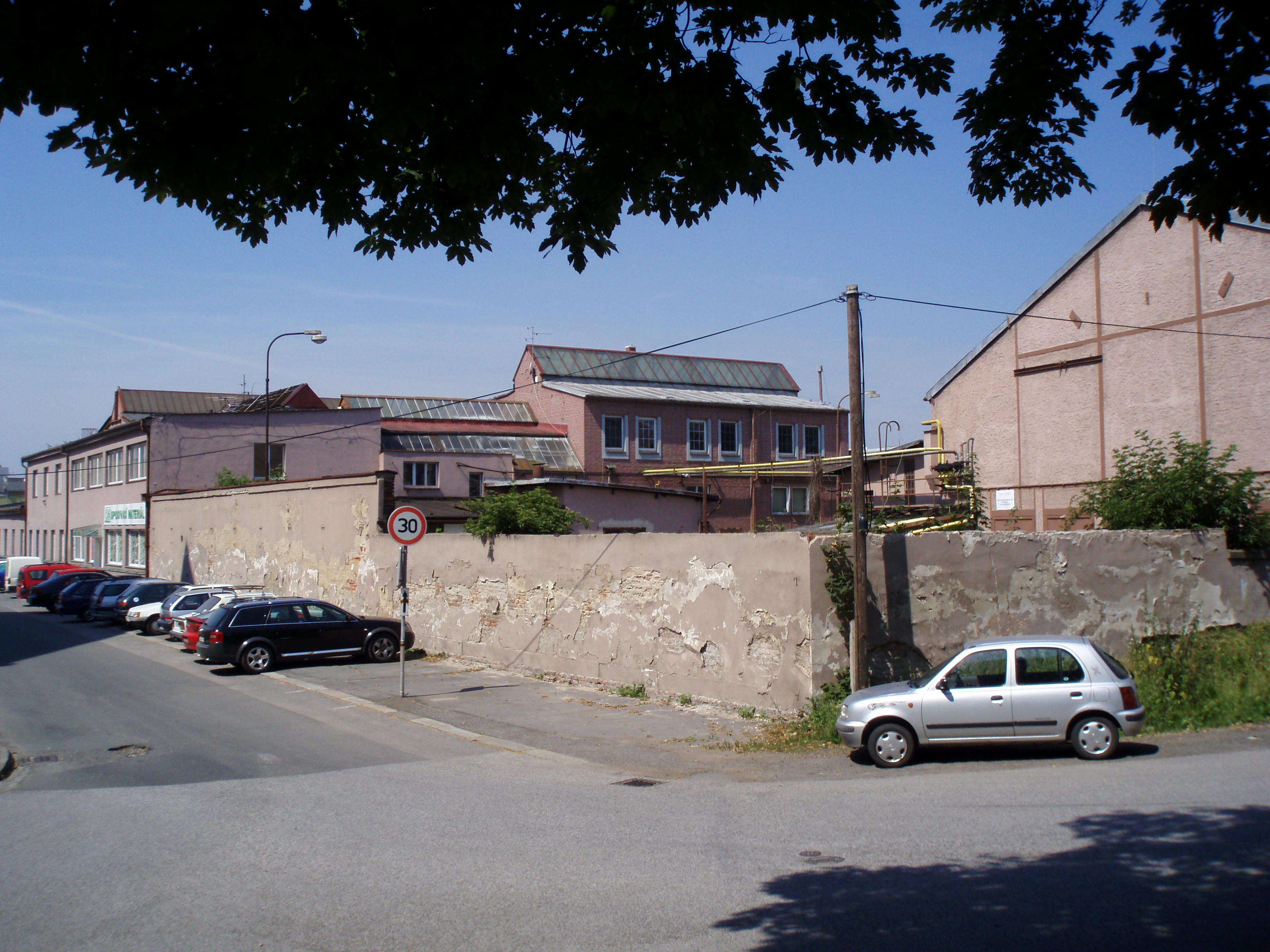
Dnešní vzhled areálu bývalého Montasu

### Vznik trustu CHEPOS
V rámci nového organizačního uspořádání výrobně technické základny těžkého strojírenství, prováděného v souvislosti s uplatněním zásad plánovitého řízení zdokonalení plánovitého řízení národního hospodářství, schváleného předsednictvem vlády 7. dubna 1965, zřídil ministr těžkého strojírenství rozhodnutím č. j. 7/5/65 z 3. června 1965 s účinností k 1. červenci 1965 Závody chemického a potravinářského strojírenství, oborový podnik Chepos Brno. Tímtéž rozhodnutím byly do nového oborového podniku sloučeny národní podniky Královopolská strojírna Brno s provozovnou Moravské Budějovice, Východoslovenské strojárně Košice s provozovnou Sečovce a Závody Vítězného února Hradec Králové dnem sloučení zanikly.
V rámci trustu CHEPOS postupně vystupovaly na tuzemských i zahraničních trzích také podniky: Buzuluk Komárov, Alba Hořovice, Frigera Kolín s provozovnou Beroun, Chodos Chodov, Ferox Děčín, Topos Šluknov, Montáže Hradec Králové, Chotěbořské strojírny Chotěboř s provozovnami Staré a Nové Ransko, Továrny mlýnských strojů Pardubice s provozovnou Holice, Montáže Brno, Slovácké strojírny Uherský Brod, Vihorlat Snina, Výzkumný ústav potravinářské a chladicí techniky Hradec Králové, Výzkumný ústav chemických zařízení Brno a exportní organizace, zejm. Technoexport Praha a Technopol Bratislava. Generální ředitelství sídlilo v Brně ve Vlhké ulici čp. 4. Do čela podniku byl jmenován generální ředitel Miloslav Mudra, do té doby ředitel VHJ ZVÚ Hradec Králové. Ředitelem závodu, nyní označovaného jako Chepos – závod 08 Hradec Králové byl jmenován naopak František Kraus. Nastává však řada problémů, z nichž si zaslouží zmínku desetiměsíční zpoždění nového provozu NPK v lovosické chemičce, které bylo navíc s mnoha závadami.
V roce 1968 byl montážní závod reorganizován na samostatný závod v rámci trustu Chepos, tentokrát již pod názvem Montas. Jeho náplní byly montáže pro chemický, gumárenský, plastikářský a potravinářský průmysl. Montáže prováděl v Evropě, Asii, např. generátorovny v indickém Ranchi (1963–1966), Africe i v Americe. Trust podniků Chepos, závody chemického a potravinářského strojírenství, v čele s generálním ředitelstvím v Brně, byl zřízen rozhodnutím ministra těžkého průmyslu čj. 3/82/68 z 29. září 1968 s účinností od 1. října téhož roku.
Generální ředitelství Chepos a národní podniky, tvořící trust coby státní hospodářské organizace ve smyslu §§ 14–59 zákona 109/64 Sb., měly vlastní názvy, majetek, ochranné známky, účty u SBČS a oprávnění uzavírat hospodářské smlouvy svým jménem a na svůj účet. Státní hospodářská organizace Chepos, závody chemického a potravinářského strojírenství, generální ředitelství Brno, byla přímo podřízena příslušnému ministerstvu a tvořila spolu s podřízenými národními podniky výrobní hospodářskou jednotku. K té náležely i odštěpné závody Výzkumný ústav chemických zařízení v Brně a Výzkumný ústav potravinářské a chladicí techniky Praha. Generální ředitelství i národní podniky měly jako organizace tvořící trust postavení samostatných právních subjektů s plnou odpovědností za svěřený národní majetek a výsledky hospodaření. Z hlediska řízení tvořil trust organizační celek, neměl však jako celek právní subjektivitu. Kolektivní orgán trustu – správní výbor – projednával a rozhodoval základní otázky činnosti v souladu se stanovami správního výboru, tvořící nedílnou součást statutu VHJ.
Vývoj trustu za 5 let jeho existence charakterizoval růst některých ekonomických ukazatelů, např. výroba se zvýšila v roce 1970 oproti roku 1965 o 49 %, přičemž celkový počet pracovníků vzrostl pouze o 6,4 %. Naopak export se zvýšil o 38,9 %.
Roku 1973 vystřídal v čele národního podniku Josefa Krpatu, který zemřel 12. února tohoto roku na služební cestě do NDR, Miroslav Kult. V 70. letech pracovalo v Montasu na 2000 zaměstnanců. Technici, svářeči, potrubáři a montéři měli k dispozici speciální přístroje a nástroje, od několika set elektrických svářeček a vrtaček až po automobilové jeřáby o nosnosti 50 tun a množstvím dalších mechanismů, jimiž bylo možné ve vhodných kombinacích zvedat a přemisťovat až stotunová tělesa.
V 60. a 70. letech uskutečnil Montas v Hradci Králové rekonstrukční práce ve Fotochemě i v pivovaru, podílel se na výstavbě zimního i letního stadiónu (1974 montoval konstrukce osvětlení na Všesportovním stadiónu v Malšovicích) a ve stejné době byl podnik znám i výrobou pojízdných lešení. Později se stal i nositelem vyznamenání Za zásluhy o výstavbu. Jeho výrobní program se zaměřil na montáž velkoobjemových a těžkotonážních zařízení v tuzemsku i v zahraničí. Jednalo se zejména o výstavbu potravinářských komplexů (cukrovary, lihovary a pivovary), dále chemických závodů (závody na výrobu a zpracování syntetického lihu, kaučuku, plastických hmot, čpavku, kyseliny dusičné a agrochemikálií), k tomu se přidružila i výstavba podniků zaměřených na zpracování nerostných surovin (závody na zpracování ropy, uhlí, tlakových plynáren, hliníkáren, generátorových stanic). Zaměstnanci královéhradeckého Montasu pracovali často i v zahraničí, podíleli se mimo jiné na výstavbě rafinérie ropy v Iráku, Sýrii, cukrovarů v Ghaně i metalurgického komplexu v Indii. Počátkem 80. let za vydatného přispění montérů a techniků Montasu Hradec Králové rostou v Litvínově nové objekty Chemických závodů Československo-sovětského přátelství.
Až do konce éry národního podniku zůstal Montas montážní organizací začleněnou do VHJ Chepos Brno. Statutem byla dána sféra činnosti na zajišťování montáží formou kusových dodávek pro investiční výstavbu oboru chemického a potravinářského průmyslu. Úkoly podniku vycházely z požadavků výroby rozepsaných do jednotlivých podniků VHJ Chepos. Montážní činnost VHJ spolu s Montasem zajišťoval ještě národní podnik Chemont. Činnost v dlouhodobé koncepci měla přímou vazbu na výrobní podniky, které zpracovávaly svoje výrobní programy v souladu se směrnicí pro dlouhodobou koncepci. Kromě zajištění montáží v oblasti investiční výstavby se přímo či nepřímo podílel i na zahraničních montážích. Kromě tradičního programu daného výrobní základnou podniků VHJ Chepos, především montáží a rekonstrukcí cukrovarů, pivovarů a konzerváren, přibyl úkol na výstavbu jaderných elektráren, stojící tehdy v popředí zájmu. Montas zajišťoval i nadále výstavbu chemických závodů se zaměřením na zpracování zemního plynu, ropných produktů, oblast biochemizace a farmaceutického průmyslu. Pobočný závod v Chocni zajišťoval montáže chladicích zařízení, která byla produkována v ČKD Choceň (původně firma Mráz), především v potravinářském průmyslu, ponejvíce v pivovarech, masokombinátech, konzervárnách, ale i v chemických závodech.
Za rok 1986 získal Montas prvenství v socialistické soutěži výrobní hospodářské jednotky Chepos Brno a 13. dubna 1987 převzal vítěznou standartu. V únoru 1987 bylo započato s výstavbou nové montážní haly M 2 v tzv. skladištní oblasti v Hradci Králové, která měla být dokončena v září 1988.
Rozhodnutím ministerstva hutnictví, strojírenství a elektrotechniky ČSSR č. 43/1988 z 27. června 1988, s účinností od 1. července 1988, byl národní podnik Chepos změněn na státní podnik Chepos Brno. Podle rozhodnutí ředitele č. 1/88 z 1. července 1988 se Chepos členil na vnitřní organizační jednotky. Montas jako jedna z nich měl nyní v názvu kombinátní podnik. Jeho vedoucím byl ing. Jaroslav Zajíček.

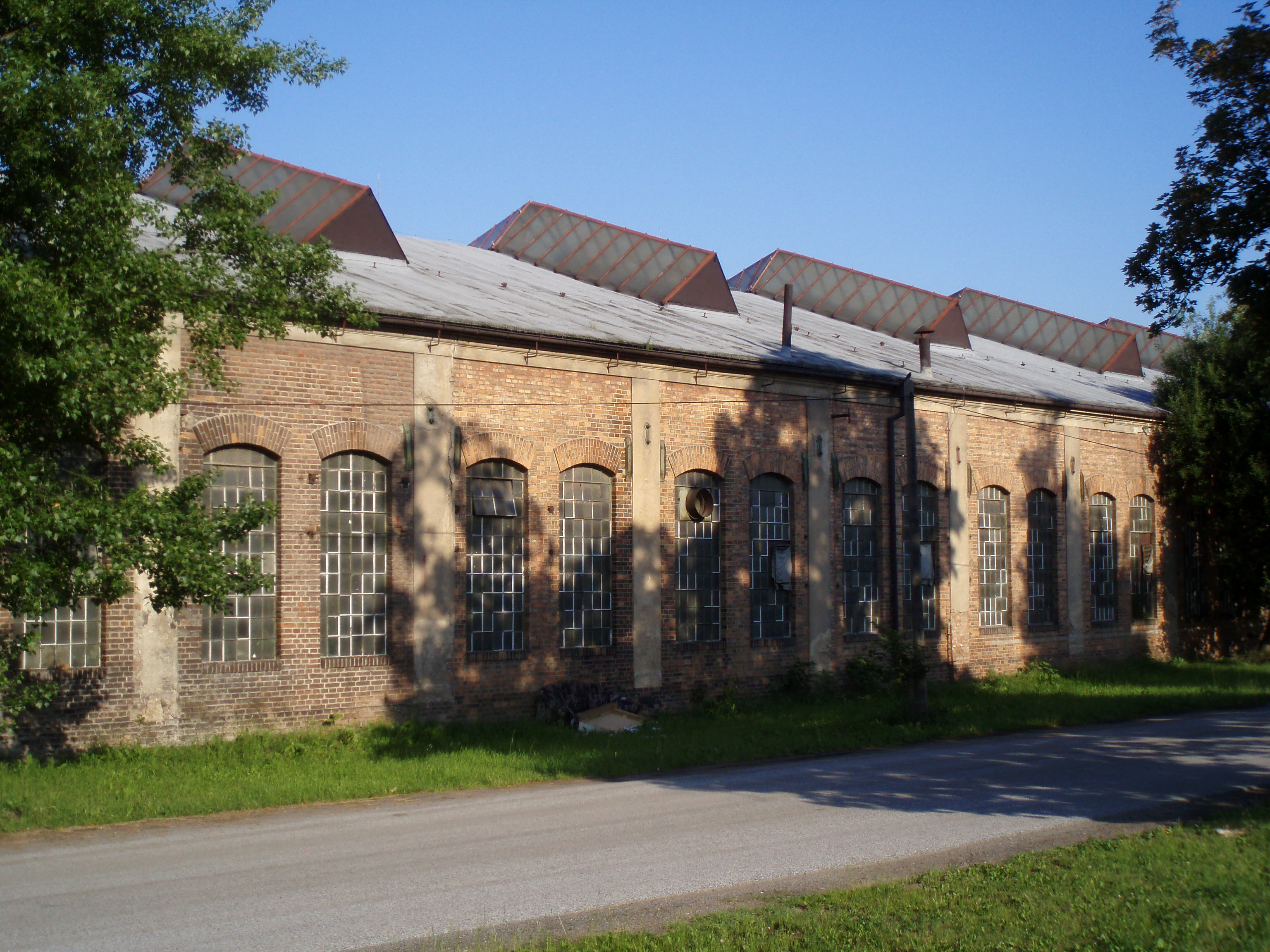
Dnešní vzhled haly bývalého Montasu

### Montas státním podnikem
Zakládací listinou vydanou rozhodnutím ministra hutnictví, strojírenství a elektrotechniky ČSSR č. 27/90 z 23. března 1990 byl založen k 1. dubnu 1990 Montas, státní podnik se sídlem v Hradci Králové. Pověřeným ředitelem se stal Josef Matoulek, později převzal řízení státního podniku ing. Miloslav Tamchyna. V dubnu 1990 vedení podniku odmítlo nabídku ing. Ivana Plačka, tehdy pověřeného vedením Cheposu, zapojení Montasu do podniku modernizací a rekonstrukcí chemických zařízení.

### Privatizace podniku
Státní podnik Montas byl vymazán z podnikového rejstříku k 31. březnu 1991 v souladu s rozhodnutím Ministerstva průmyslu České republiky č. 196/1991 z 27. března 1991. Veškerá práva a závazky zrušeného státního podniku přešla na akciovou společnost Montas Hradec Králové, a to jednorázově na základě § 15 a násl. zák. č. 104/90 Sb. o akciových společnostech a podle zakladatelského plánu z 8. března 1991. Následně byla společnost zařazena do 1. vlny privatizace. Počátkem 90. let se podnik dostal do problémů kvůli ztrátě východních a rozvojových trhů. Roku 1992 bylo rozhodnuto o privatizaci tohoto podniku. Dokladem může být usnesení vlády ČR 29. dubna 1992 č. 318 k rozhodnutí Hospodářské rady vlády České republiky ze dne 16. dubna 1992 ve věci rozdělení akcií privatizované akciové společnosti Montas Hradec Králové:
„Vláda
I. nesouhlasí se stanoviskem Hospodářské rady vlády České republiky ze dne 16. dubna 1992, uvedeném v záznamu z jednání pod bodem 3 ve věci rozdělení akcií privatizované akciové společnosti Montas Hradec Králové;
II. ukládá ministru pro správu národního majetku a jeho privatizaci privatizovat a.s. Montas Hradec Králové s rozdělením akcií tak, jak předpokládá privatizační projekt doporučený zakladatelem – ministerstvem průmyslu takto: 46 % investiční kupony, 3 % RIF; o zbývajících 51 % akcií rozhodne vláda dodatečně.
Provede:
ministr pro správu národního majetku a jeho privatizaci a předseda prezidia Fondu národního majetku ČR
Předseda vlády
JUDr. Petr Pithart v. r.“
a usnesení vlády ČR ze dne 10. června 1992 č. 413 k žádosti o změnu usnesení vlády z 29. dubna 1992 č. 318, 29. dubna 1992 č. 320 a 15. dubna 1992 č. 281:
„Vláda
I. posoudila žádost ministra průmyslu o změnu usnesení vlády
1. z 29. dubna 1992 č. 318, doplněné v záznamu z jednání schůze vlády ze dne 6. května 1992, bod 17, ve věci privatizace a.s. Montas Hradec Králové,
2. z 29. dubna 1992 č. 320, doplněné v záznamu z jednání schůze vlády ze dne 6. května 1992, bod 17, ve věci privatizace s.p. Liberecké vzduchotechnické závody Liberec,
3. z 15. dubna 1992 č. 281, doplněné usnesením z 13. května 1992 č. 361 ve věci privatizace s.p. Šumavan Vimperk;
II. ruší svá usnesení uvedená v bodě I/1 a 2 tohoto usnesení i jejich doplnění;
III. schvaluje privatizaci a.s. Montas Hradec Králové a s.p. Liberecké vzduchotechnické závody takto:
1. a.s. Montas Hradec Králové - rozdělení akcií:
46 % investiční kupóny
3 % RIF
51 % přímý prodej a.s. Mont,
2. s.p. Liberecké vzduchotechnické závody – rozdělení akcií:
46 % investiční kupóny
3 % RIF
51 % přímý prodej managementu;
IV. stanoví, že usnesení z 15. dubna 1992 č. 281 doplněné usnesením z 13. května 1992 č. 361 ve věci privatizace s.p. Šumavan Vimperk se nemění;
V. ukládá ministru pro správu národního majetku a jeho privatizaci privatizovat a.s. Montas Hradec Králové a s.p. Liberecké vzduchotechnické závody v souladu s bodem III tohoto usnesení.
Provede:
ministr pro správu národního majetku a jeho privatizaci
Předseda vlády
JUDr. Petr Pithart v.r.“

### Zánik závodu
Za rok 1994 skončil Montas ve ztrátě 135 miliónů Kč, přičemž zatížení bankovními úvěry dosáhlo ke konci téhož roku 90 miliónů Kč. Citelný hospodářský propad vedl v závěru roku 1994 k odvolání tehdejšího generálního ředitele. Po přechodném řízení společnosti prokuristou a předsedou představenstva byl v červenci následujícího roku jmenován novým generálním ředitelem Jaroslav Dostál.
Firmu Montas zprivatizovali prostřednictvím společnosti Mont počátkem roku 1995 Josef Matoulek a Vladislav Naď. Tehdy v Montasu pracovalo kolem 750 lidí. Ještě v roce 1995 se Montas sloučil s Montem. O dva roky později nové vedení Montasu začalo Matoulka s Naděm podezírat z rozkrádání společnosti a podalo na ně trestní oznámení.
Rozhodnutím Krajského soudu v Hradci Králové z 20. března 1998 sp. zn. 42 K 286/97-32 byl prohlášen konkurs na majetek akciové společnosti Montas a ustaven konkursní správce JUDr. Jiří Berg s tím, že účinky prohlášení konkursu nastaly vyvěšením usnesení na úřední desce soudu 20. března 1998.
Tehdy sice podnik ještě pokračoval v provozu, ale naděje na jeho zachování byly mizivé, neboť mu chyběly nové zakázky. Převážná část výrobní náplně byla totiž tvořena jednorázovou výrobou skříňových nosníků pro německou firmu ABUS a opravami pro České dráhy. Montáže na JE Temelín probíhaly proti vyplaceným zálohám a příslib pro poskytnutí záloh na dokončení prací nebyl zajištěn. Ale nejhorším byla zakázka na JE Mochovce, jež byla fakticky dotována Montasem, a tak krajský soud 4. května téhož roku vydal usnesení, kterým ukončil provozování podniku.
Vyšetřováním se později zjistilo, že Josef Matoulek a Vladislav Naď transakcemi s akciemi Montasu firmu v polovině 90. let opravdu připravili o téměř 22 milionů korun. 14. října 2003 je královéhradecký krajský soud poslal na dva roky do vězení za tunelování montážní společnosti Montas. Oba vinu rezolutně popřeli. Odmítli, že by z transakcí získali nějaký prospěch a u soudu uvedli, že firmu chtěli zachránit a vybudovat z ní prosperující podnik. Odvolací soud Matoulka i Nadě v roce 2004 obžaloby zprostil. Ale to vše již nemělo žádný vliv na zánik podniku a následné rozprodání jeho majetku.